# زمهریر (فیلم)
زمهریر فیلمی به کارگردانی و نویسندگی علی روئین‌تن و تهیه‌کنندگی سید ضیاء هاشمی محصول سال ۱۳۸۸ است. این فیلم توقیف شده و هنوز اکران نشده‌است.

## موسیقی متن
موسیقی متن فیلم‌ زمهریر از ساخته‌های مجید انتظامی است. انتظامی برای ساخت موتیف تکرارشونده‌ی این اثر از قطعه‌ی مشهور «لب کارون» از ساخته‌های نعمت‌الله آغاسی استفاده کرده‌است.

## خلاصه داستان
این فیلم داستان دختر یکی از کشته‌شدگان نظامی زمان جنگ ایران و عراق است که بعد از سال‌ها به وصیت پدرش به سراغ فرمانده و هم‌رزم وی می‌رود.